# ペール・コープマイネルス
ペール・コープマイネルス（Peer Koopmeiners 、2000年5月4日 - ）は、オランダ・アムステルダム出身のサッカー選手。エールディヴィジ・AZアルクマール所属。ポジションはミッドフィールダー。
オランダ代表のトゥーン・コープマイネルスは実兄。

## クラブ歴

### 個人成績
2018年5月2日現在
| クラブ   | シーズン | リーグ                 | リーグ | リーグ | カップ | カップ | その他 | その他 | 合計 | 合計 |
| クラブ   | シーズン | リーグ                 | 出場   | 得点   | 出場   | 得点   | 出場   | 得点   | 出場 | 得点 |
| -------- | -------- | ---------------------- | ------ | ------ | ------ | ------ | ------ | ------ | ---- | ---- |
| ヨングAZ | 2017-18  | エールステ・ディヴィジ | 1      | 0      | 0      | 0      | 0      | 0      | 1    | 0    |
| 通算     | 通算     | 通算                   | 1      | 0      | 0      | 0      | 0      | 0      | 1    | 0    |